# يوهان ميكو
يوهان ميكو (24 يوليو 1973

 في كان) (بالفرنسية: Johan Micoud)‏ لاعب كرة قدم فرنسي معتزل كان يجيد اللعب في مركز الوسط المهاجم .
لعب ميكو في أندية كان (1992-1996) بوردو (1996-2000) بارما (2000-2002) فيردر بريمن (2002-2006) بوردو مجددا (2006-2008) .
ساهم ميكو في تتويج نادي بوردو ببطولة دوري الدرجة الأولى 1998/1999 وكأس الدوري الفرنسي موسم 2006/2007 ومع نادي بارما ببطولة كأس إيطاليا موسم 2001/2002 ومع نادي فيردر بريمن ببطولة دوري الدرجة الأولى وكأس الاتحاد الألماني موسم 2003/2004 .
شارك ميكو مع منتخب فرنسا في 17 مباراة دولية مسجلا هدف واحد في الفترة من 1999 إلى 2004 .

## روابط خارجية
- يوهان ميكو على موقع الاتحاد الدولي (مؤرشف)  (الإنجليزية)
- يوهان ميكو على موقع رابطة كرة القدم الفرنسية للمحترفين (الإنجليزية)
- يوهان ميكو على موقع قاعدة بيانات كرة القدم.إي يو (الإنجليزية)
- يوهان ميكو على موقع بيانات كرة القدم. دي إي (الألمانية)
- يوهان ميكو على موقع ليكيب (الفرنسية)
- يوهان ميكو على موقع ناشيونال فوتبول تيمز (الإنجليزية)
- يوهان ميكو على موقع Soccerway.com (الإنجليزية)
- يوهان ميكو على موقع عالم كرة القدم.نت (الإنجليزية)
- يوهان ميكو على موقع كووورة